# Beat the Boots II
Beat the Boots II è un boxset di registrazioni dal vivo del cantautore e chitarrista Frank Zappa, pubblicato nel 1992 dalla Rhino Entertainment. Fa seguito al precedente Beat the Boots.
Contiene una serie di registrazioni di concerti tenuti tra il 1968 ed il 1978. Come il precedente Beat the Boots, le registrazioni provengono da bootleg che furono utilizzati da Zappa (riappropriandosi così della propria musica 'rubandola' a chi gliel'aveva rubata) per realizzare questo boxset composto da sei CD singoli e il doppio CD Swiss Cheese/Fire!. La locuzione Beat the Boots significa 'colpisci i bootleg' e nella copertina del cofanetto vi è il disegno di una mano che con un martello idealmente fracassa un bootleg. I CD At the Circus e Conceptual Continuity sono accreditati a Zappa e gli altri a Zappa e le Mothers of Invention.

## Descrizione
Tutti i brani sono di Frank Zappa, eccetto quelli diversamente indicati

### CD2:Tengo Na Minchia Tanta
Registrato con le Mothers of Invention al Fillmore East di New York il 13 novembre 1970
1. Does This Kind of Life Look Interesting to You? – 0:49
2. A Pound for a Brown (On the Bus) – 7:26
3. Sleeping in a Jar (with extensions) – 4:34
4. Sharleena – 4:31
5. The Sanzini Brothers – 0:32
6. What Will This Morning Bring Me This Evening? – 4:35
7. What Kind of Girl Do You Think We Are? – 5:00
8. Bwana Dik – 1:45
9. Latex Solar Beef – 1:00
10. Daddy, Daddy, Daddy – 2:46
11. Little House I Used to Live In – 4:04
12. Holiday in Berlin – 4:36
13. Inca Roads/Easy Meat – 7:16
14. Cruisin' for Burgers – 2:45

### CD3:Electric Aunt Jemima
Registrato con le Mothers of Invention, i brani 1, 2, 5 e 7 al The Dog di Denver il 3 maggio 1968, i brani 3 e 6 are al Concertgebouw di Amsterdam il 20 ottobre 1968 e il brano 4 alla Grugahalle di Essen il 28 settembre 1968.
1. Little House I Used to Live In/Dog Breath Variations/Blue Danube Waltz/Hungry Freaks, Daddy – 14:30
2. whät – 3:53
3. Dog Breath – 2:10
4. King Kong – 16:30
5. More Trouble Every Day – 5:59
6. A Pound for a Brown (On the Bus) – 8:36
7. English Tea Dancing Interludes/Plastic People/King Kong/America Drinks/Wipe Out – 12:00

### CD4:At the Circus
Accreditato a Frank Zappa e registrato al Circus Krone di Monaco di Baviera l'8 settembre 1978, eccetto i brani 6 e 7, registrati negli studi della VPRO TV a Uddel, nei Paesi Bassi, il 18 giugno 1970.
1. A Pound for a Brown (On the Bus) – 2:15
2. Baby Snakes – 2:05
3. Dancin' Fool – 3:15
4. Easy Meat – 4:39
5. Honey, Don't You Want a Man Like Me? – 4:32
6. Mother People – 2:40
7. Wonderful Wino – 5:41
8. Why Does It Hurt When I Pee? – 2:21
9. Seal Call Fusion Music – 3:12
10. Bobby Brown Goes Down – 2:53
11. I'm On Duty – 1:52
12. Conehead – 5:31

### CD5:Swiss Cheese/Fire!
Realizzati in origine come due distinti bootleg, Swiss Cheese e Fire! furono registrati con le Mothers of Invention al Casinò di Montreux il 4 dicembre 1971. 

### CD6:Our Man in Nirvana
Registrato con le Mothers of Invention al Fullerton College di Fullerton l'8 novembre 1968.
1. Feet Light Up – 1:16
2. Bacon Fat (Andre Williams) – 4:58
3. A Pound for a Brown (On the Bus) – 8:26
4. Sleeping in a Jar – 17:16
5. The Wild Man Fischer Story (Larry Fischer) – 3:28
6. I'm the Meany (Fischer) – 2:02
7. Valarie (Clarence Lewis, Bobby Robinson) – 2:17
8. King Kong – 30:59

### CD7:Conceptual Continuity
Accreditato a Frank Zappa e registrato alla Cobo Hall di Detroit il 19 novembre 1976.
1. Stink-foot/Dirty Love/Wind Up Workin' in a Gas Station – 17:58
2. The Torture Never Stops/City of Tiny Lites – 21:09